# Shinichi Yumoto
Shinichi Yumoto –en japonés: 湯元 進一, Yumoto Shinichi– (Wakayama, 4 de diciembre de 1984) es un deportista japonés que compitió en lucha libre. Su hermano gemelo Kenichi también compitió en lucha.
Participó en los Juegos Olímpicos de Londres 2012, obteniendo una medalla de bronce en la categoría de 55 kg. Ganó una medalla de oro en el Campeonato Asiático de Lucha de 2010.

## Palmarés internacional
| Juegos Olímpicos    | Juegos Olímpicos      | Juegos Olímpicos  | Juegos Olímpicos |
| Año                 | Lugar                 | Medalla           | Categoría        |
| ------------------- | --------------------- | ----------------- | ---------------- |
| 2012                | Londres (Reino Unido) | Medalla de bronce | 55 kg            |
| Campeonato Asiático |                       |                   |                  |
| Año                 | Lugar                 | Medalla           | Categoría        |
| 2010                | Nueva Delhi (India)   | Medalla de oro    | 55 kg            |